# Armen Petrosyan
Armen Petrosyan (Erevan, 6 novembre 1986) è un artista marziale armeno.

## Biografia
È arrivato in Italia insieme al fratello Giorgio Petrosyan all'età di 13 anni. Vive e si allena a Gorizia  con il fratello e con il maestro Alfio Romanut nella palestra Satori Gladiatorum Nemesis. Combatte per l'Italia.
Viene lanciato nel mondo pro internazionale dal Manager Carlo di Blasi, che gestiva già il fratello Giorgio Petrosyan, diventa:
- Campione Italiano Thai Boxe WPKC 2006
- Campione MTA Europeo 2007
- Campione del Mondo WMTA 2013
- Campione del Mondo ISKA 2015-2016-2017
- Campione del Mondo WKU 2017

Inizia a essere conosciuto dopo che si qualifica alle Selezioni di Oktagon battendo a Milano, il 30 gennaio 2009, il campione francese Abdellah Mabel, venendo proiettato sui ring di tutto il mondo. Sabato 14 marzo riesce a partecipare a OKTAGON e vince ai punti all'unanimità contro il portoghese Arnaldo Silva (vanta i titoli di campione nazionale Thai Boxing 2007 e Kick Boxing 2005, ed è stato semifinalista ad Oktagon 2008), incontro 3x3 K-1 rules.
Il 24 aprile 2009 al PalaChiarbola di Trieste ha conquistato il titolo di Campione Italiano MTA battendo per Ko alla prima ripresa il sardo Mauro Serra.
Nel 2010 ha preso parte alla prima stagione del reality show britannico Enfusion, dove i partecipanti si sfidano in un torneo di kickboxing ad eliminazione diretta: Armen sconfisse Vuyisile Colossa e Mirko Vorkapić prima della debacle ai punti in semifinale contro il thailandese Pajonsuk.
Il 24 marzo 2013 ad Haarlem nei Paesi Bassi si aggiudica il titolo di campione del mondo cat. 70 kg WMTA battendo 3 avversari: KO al primo match, vittoria ai punti al secondo e vittoria per abbandono al terzo.
Il 28 settembre 2013, organizza assieme al fratello Giorgio Petrosyan "Gorizia Fight Night" a Gorizia, vincendo anche il titolo, la serata viene condotta dallo scrittore/speaker Igor Damilano.
Il 24 maggio 2014, organizza il secondo "Gorizia Fight Night 2" a Gorizia, vince il titolo mondiale ISKA, la serata viene condotta dallo scrittore/speaker Igor Damilano.
Nel 2014, Armen Petrosyan torna a vivere a Milano con il fratello Giorgio Petrosyan.